# Forst (Lausitz)
Forst (tiếng Sorbia: Baršć) là một thị xã ở bang Brandenburg, Đức. Thị xã này nằm ở phía đông Cottbus, bên biên giới Đức-Ba Lan. Đây là huyện lỵ huyện Spree-Neiße. Lưu trữ ngày 19 tháng 7 năm 2011 tại Wayback Machine. Thị xã này nổi tiếng với vườn hoa hồng và bảo tàng dệt. Dân số thị xã thời điểm năm 2007 là 21.771 người.
Là một phần của Lausitz, Forst đã được trao cho Vương quốc Phổ theo Công ước Viên năm 1815. Sau đó thị xã thuộc quản lý của tỉnh Brandenburg. Sau thế chiến II, thị xã thuộc Cộng hòa Dân chủ Đức.

## Người nổi tiếng
- Max Seydewitz (1892–1987), nhà chính trị
- Georg Thomas (1890–1946), tướng
- Erich Neumann (1892–1948), nhà chính trị
- Werner Heyde (1902–1964)
- Günter Nooke (born 1959)
- René Rydlewicz (born 1973), cầu thủ bóng đá
- Ronny Scholz (born 1978), cua rơ